# Höltingsdorf
Höltingsdorf ist ein Ortsteil der Gemeinde Passee im Landkreis Nordwestmecklenburg in Mecklenburg-Vorpommern, der nordwestlich des Hauptortes Passee liegt.
Östlich des Ortes verläuft die Landesstraße L 104, unweit nördlich und westlich verläuft die Kreisgrenze zum Landkreis Rostock. Westlich erstreckt sich – auf dem Gemeindegebiet Carinerland – das 31 ha große Naturschutzgebiet Entenmoor Moitin, südlich erhebt sich der 114,4 Meter hohe Butterberg.